# Zenodorus asper
Zenodorus asper är en spindelart som först beskrevs av Karsch 1878.  Zenodorus asper ingår i släktet Zenodorus och familjen hoppspindlar. Inga underarter finns listade i Catalogue of Life.